# Сињаја
Сињаја, Сињуха или Зилупе (рус. Синяя; блр. Сінюха; лет. Zilupe) река је која протиче преко северних делова Белорусије (Витепска област), југоистока Летоније (Латгалија) и крајњег запада Русије (Псковска област). Лева је притока реке Великаје и део басена реке Нарве, односно Финског залива Балтичког мора.
Укупна дужина водотока је 195 km, повшина сливног подручја 2.040 km², а просечан проток измерен на око 27 km узводно од ушћа је 10,1 m³/s.
Река Сињаја извире у мочварном подручју северозападно од Асвејског језера, на крајњем северу Витепске области, на подручју Горњодвинског рејона недалеко од тромеђе Белорусије, Летоније и Русије. У горњем делу тока има форму плитког и уског потока. Након свега неколико километара тока на подручју Белорусије, прелази на територију Летоније преко које тече дужином од 80 km. У подручју код града Зилупе, на неких 60 km од извора Сињаја добија карактер праве реке, њено корито се шири до десетак метара, и у њему су приметни мањи брзаци и стене. У том делу тока дно је изразито песковито. Низводно од Зилупе река прима своје прве притоке, углавном мање потоке, а корито се шири до 15 метара. Шуме које су карактеристичне за обале у горњем делу тока постепено смењују ливаде.
Неких 18 km низводно од Зилупе Сињаја постаје граничном реком између Летоније и Русије (дужином од око 10 km). Преко територије Русије тече у смеру севера, паралелно са токовима Исе и Великаје. Код варошице Красногородска излази из подручја обраслог шумама и прелази у ниске и местимично замочварене равнице Псковске низије. Корито се ту шири до 30 метара, а река прави бројне оштре меандре. Сињаја се улива у Великају као њена лева притока на 129 километру њеног тока, на неких 30-ак километара узводно од града Острова.
Најзначајнија притока Сињаје је Верша (десна притока).